# プリストンテール
『プリストンテール』(PristonTale)は、韓国のYD Onlineが開発し、韓国・ブラジル・国際版(英語)等で運営されているMMORPG。
日本語版はアラリオが運営を行っていた。
フル3Dのゲームでありながら、『リネージュII』など、他の3DMMORPGに比べて、ひとまわり要求スペックが低く、操作の軽快性と全モンスターのアクティブによる、スピード感あふれる戦闘を特徴としている。

## 日本でのサービス状況

### 運営会社の変遷
日本では、当初ツイムネットによってサービスを開始したが、2003年1月にユーザーに告知のないまま、突然にサービスが停止し、2月13日にツイムネットは破産した。サービスは、開発元のTriglow Pictures(当時の開発元社名)によって、無料での運用が行われたのち、2003年5月より日本モリアとエキサイトの運営により復活した。その後、2006年2月24日に日本モリアより、C&Cメディアに運営が移管されたが、2008年1月13日にC&Cメディアによる運営が終了し、2008年1月29日に開発元であるYedang Online直営の英語版サービス内に日本語版サーバーが設置された。2009年3月13日に日本語版運営権をアラリオが獲得したと報じられている。2021年4月30日にサービス終了。
日本で運営されたMMORPGのうち、最も運営を担当する会社が変わったタイトルであり、何度もサービス終了と思われる状況になりながら存続を続けていた。

### 運営体制
2009年4月2日よりアラリオによって日本語版サービスが開始されている。
利用料金は、基本無料 アイテム課金制となっており、有料アイテムを購入しなければ、無料で遊ぶことができる。

### 不正行為
MMORPGとしては、例外的に自動運転ツール(BOT)やリアルマネートレード(RMT)が見られず、他のMMORPGに比べて、自動運転ツールによって操作されるキャラクターによる、狩場独占などの問題がないか、非常に少ない。

チート行為についても、長年、問題にならない程度しか発生していなかったが、2006年前半に英語版もしくはブラジル版のサーバーにおいて、中国人クラッカーグループの手によってゲームサーバーよりサーバーコードが流出しており、それらの解析より海外ユーザー(主に中国人系)のユーザーによるチート行為及び不正ツール使用が問題となっていた時期があった。

## 日本でのサービス履歴
- 2002年8月1日 - 株式会社ツイムネットによる、プロモサービス期間(オープンβ)。
- 2002年9月14日 - 正式サービス開始。パッケージ版発売開始。テムスクロン族1次転職、2次スキル実装。
- 2003年1月 - ツイムネットの倒産により、運用停止。
- 2003年1月 - 韓国開発元にサーバーを置いての無料サービス再開。
- 2003年2月13日 - ツイムネット。破産を申請。
- 2003年5月2日 - 運用を日本モリア。課金処理をエキサイトが担当する形でサービス再開。モライオン実装。新フィールド「呪われた神殿」を実装。
- 2003年9月24日 - モライオン1次転職、2次スキル実装。アイテムエイジング実装。SoD実装。
- 2003年12月20日 - ルネッサンス版アップデート。新フィールド「キノコ洞窟」、「蜂の洞窟」、「闇の聖殿」、「呪われた神殿2F」実装。ゲーム内の街リカルデン、ピーライのデザイン変更。キャラクター外見の変更。ワープゲートシステム実装。
- 2004年1月16日 - 新体制下での正式サービス開始。
- 2004年2月11日 - SoD実装、クラン機能実装。
- 2004年4月17日 - NTTフレッツサービスにおいて、プリストンテールの無料体験サービス開始。
- 2004年4月28日 - 新フィールド「混沌の鉄路」(LV80制限)、2次転職、3次スキル実装。
- 2004年7月1日 - 個人商店機能実装。
- 2004年7月21日 - NTTフレッツ版サーバーをソペティオ郡として本サービスに移行。
- 2004年9月14日 - ソペティオ郡Earthサーバー追加。
- 2004年11月1日 - SoDII「ベラトラ」実装。
- 2004年11月9日 - ボスモンスター「バベル」実装。
- 2004年11月24日 - ウルティメットフォース版アップデート。フォースオーブ実装。
- 2005年1月19日 - 新フィールド「フェルムの心臓」(LV85制限)、クエスト6種実装。
- 2005年2月16日 - 3次転職、4次スキル実装。テレポートシステム実装。
- 2005年6月14日 - LV80クエスト<王国の試験>、LV90クエスト<難しい試練>実装。
- 2005年10月14日 - アイテム再構成システム実装。
- 2005年11月30日 - 新フィールド「ゲルヴィア峡谷」(LV90制限)実装。
- 2006年1月25日 - 初心者クエスト7種実装。
- 2006年2月24日 - 日本モリアからC&Cメディアに運営を移行。
- 2006年3月22日 - 新フィールド「グリディー湖」(LV70制限)実装。
- 2006年3月29日 - 基本料金の無料化。
- 2006年4月3日 - アイテム課金制開始。
- 2006年5月2日 - 攻城戦「ブレスキャッスル」実装。（開始は2006年5月6日から)
- 2006年6月7日 - サーバーに対する外部からの攻撃によりゲーム及び公式HPが停止。ゲームの復旧は6月12日。
- 2006年8月16日 - レベル上限を99から105に引き上げ。
- 2006年8月30日 - ボスモンスター「バレント」実装、アイテム「バレントリング」実装。
- 2006年10月4日 - 新フィールド「凍りついた神殿」実装。
- 2006年11月1日 - LV100クエスト<フューリーの歓迎>実装。
- 2007年1月17日 - ゲーム保安プログラムをnProtect Game GuardからXTrapに変更。
- 2007年1月31日 - 新フィールド「ゲルベジュ洞窟」(LV90制限)、ボスモンスター「ゲルベジュ」実装、アイテム「ゲルベジュリング」実装。
- 2007年3月20日 - 新フィールド「混沌の駐屯地」(LV95制限)実装。
- 2007年10月31日 - 新フィールド「忘れられた神殿」(LV100制限)、ボスモンスター「モコバ」実装、アイテム「モコバブーツ」実装。
- 2008年1月13日 - C&Cメディアによる日本でのサービス提供終了。
- 2008年1月29日 - 開発元Yedang Onlineにより英語版サービス内に日本語サーバー設置
- 2008年2月14日 - 2008年4月30日までの予定で、C&Cメディアが運営していた日本語サーバー上のキャラクターをYedangOnline運営の英語版サービス内の日本語サーバーに移行するサービスが開始。
- 2008年5月1日 - サーバーに長期接続障害が発生。復旧は5月6日。
- 2008年7月9日 - 公式サイトが改竄され、スパイウェア導入を試みるスクリプトが仕組まれる。
- 2009年2月19日 - 運営側のメンテナンス失敗により、ユーザーの多数のキャラが喪失する。
- 2009年3月13日 - アラリオがプリストンテール日本サービス独占ライセンス契約を開発元である韓国のYedang Onlineと締結した事を発表、日本サービスを4月上旬に開始予定。
- 2009年3月26日 - YedangOnline運営の日本語グローバルサーバーが停止。
- 2009年4月1日 - YedangOnline運営の日本語グローバルサーバーのキャラクターをアラリオ運営の新日本サーバーへ移管手続き開始。
- 2009年4月2日 - アラリオ運営による新日本サーバーにてオープンβサービス開始。
- 2009年4月16日 - 正式サービス開始。正式サービス開始と共に課金アイテム販売開始。
- 2009年7月22日 - 新フィールド「永遠の塔」(LV100制限)、精錬システム、製作システム、クランチーフリング実装。
- 2010年1月27日 - 新フィールド「呪われた神殿3階」(LV80制限)実装。
- 2010年2月24日 - エイジング可能部位追加(ガントレット・アームレット・ブーツ）、エイジングレベルキャップ＋18から＋20に変更。
- 2010年4月21日 - レベル上限を110から119に引き上げ。
- 2010年5月26日 - 攻城戦システムアップデート。城門破壊時に城門警備兵、クリスタル破壊時に呪われた民兵、守護兵が登場するように変更。
- 2010年7月28日 - 新フィールド「永遠の塔3階」(LV102制限)実装。105レベルの装備アイテム(武器・鎧・ローブ・盾・籠手・アームレット・靴）実装。90レベルの装備アイテム(リング・アミュレット）実装。マジック神石・フォース実装。呪文システム実装。
- 2010年8月11日 - ミクスチャリセットシステム実装。
- 2010年8月31日 - 全職業のスキル調整、エイジング成功率の上昇調整実装。
- 2010年9月15日 - ミクスチャレシピの追加、回復ポーションの性能変更、ソウルストーン実装
- 2010年10月27日 - 課金アイテムの重量を1に統一
- 2010年11月17日 - 特定レベルになると装備や課金アイテムなどのプレゼントがもらえるシステムを実装
- 2011年1月26日 - ユニオン接近コア、ユニオン召喚コア、接近コア実装
- 2011年3月30日 - 行商人システム実装、行商人専用販売アイテム実装(完全な武器/防具製作書、武器ボックス、エニグマクリスタル)
- 2011年5月25日 - ハンティングクエスト実装、新クランチーフモンスター「モルゴニア」「ブルーマウンテン」「レッドアイ」「タートルドラゴン」「ボーンハウンド」を実装、ユーザーインターフェース改善、エイジングの成功率について上方調整。
- 2011年6月2日 - LV103クエスト実装。
- 2011年6月22日 - ボスモンスター「デビルシャイ」実装、アイテム「デビルシャイリング」実装。
- 2011年8月24日 - LV105アイテム製作実装。
- 2011年10月26日 - 新フィールド「氷鉱山1階」(LV105制限)実装。LV108レベルの装備アイテム(武器・鎧・ローブ・盾・籠手・アームレット・靴）実装。95レベルの装備アイテム(リング・アミュレット）実装。ボスモンスター「テュラ」実装、アイテム「テュラアミュレット」実装。
- 2012年3月28日 - Survive or Die 「ベラトラ」リニューアル、初心者SoD、「アルドル」実装。
- 2012年4月25日 - インスタント横スクロールダンジョン「魔人形の城」実装。
- 2012年5月23日 - 攻城戦システムアップデート。攻城戦時の復活ポイントが攻城戦フィールド内に変更、城主側傭兵変更、城主クランチーフを倒すと、城主クランメンバーが強制転送されるように変更。攻城戦アイテム変更。
- 2012年7月4日 - 全フィールドの通常モンスターのドロップ設定変更。
- 2012年10月31日 - 4次転職、5次スキル実装。キャラクターレベルキャップが129に変更。キャラクター、倉庫の所持金額上限が7億に変更。倉庫が複数ページに変更。
- 2013年1月30日 - 5次スキル1次調整実施。
- 2013年3月13日 - 5次スキル2次調整実施。
- 2013年4月3日 - 5次スキル3次調整実施。
- 2013年4月24日 - コスチュームシステム実装。
- 2013年6月12日 - インスタントダンジョン「魔人形の城」リニューアル。獲得経験値が大幅上昇。ブレスキャッスルバランス調整。
- 2013年6月26日 - 5次スキル4次調整実施。キャラクターの生命力、所持重量の計算式変更。
- 2013年10月2日 - モンスター獲得経験値の増加調整実施。
- 2013年10月16日 - パーティ時のレベル制限が±15から20に変更。
- 2021年4月30日 - 日本版サービス終了。

## サーバ一覧
最終的に稼動していた日本語のサーバは1群1台。

キャラクターは群単位で作られるため、同じ群の中では別のサーバーでも使用できる。

### 運用終了時の稼動中のサーバー

#### ORIGIN群
2009年の4月　アラリオによる新日本サービスのサーバー群。
第1サーバー…ORIGINサーバー

### 過去に稼動していたサーバー

#### RUSHIDE群
2008年のYedangOnlineサービス化の日本語サーバー群。

第1サーバー…RUSHIDEサーバー

#### ルシディ群
2002年のサービス当初から運営されていたサーバー群。

2008年のC&Cメディアによる日本語版運営中止により停止

ユーザー数が多く、オンラインゲームに慣れているユーザーが多かった。

第1サーバ…Sunサーバー

第2サーバ…Mercuryサーバー

#### ソペティオ群
2004年のNTTフレッツでの無料体験サーバーからの移行サーバー群。

2008年のC&Cメディアによる日本語版運営中止により停止

フレッツでの無料サービスでは、「オンラインゲームに興味はあるが、やったことはない」と、いうような、一般ユーザーを多く獲得したため、常識的なユーザーが多かった。

もともとは、1サーバーのみで運営されていたため、ルシディ群と比較して、ユーザーがサーバーに固定していない。このため、個人商店などはVenusサーバーのリカルデンに集中していた。
第1サーバ…Venusサーバー

第2サーバ…Earthサーバー

## 世界観

### 背景となるストーリー
かつて、神々の間で戦争があり、その戦争の最中に様々なモンスターが生み出された。

この戦争では、ミトランダ神（イゴールラノス）が破れ、奥深い闇に封じられたが、大陸の各所に戦争の時に作られたモンスター達が残されている。

その後、神々は人を作ったが、人が増え、文明を発達させた後、神々に対立するようになった。これに対し神々は、神々を敬う一部の人々を除いて、人々を全滅させた。

残された人々を、神々は2つに分け、テムスクロンとモライオンの祖とした。

この後、再びミトランダ神（イゴールラノス）が復活し、地上に攻め上がったか、神々と人間との協力によりこれを退けることができた。しかし、これを滅ぼすことは出来なかった。

この戦いにより、大陸全土に広がっていた文明は壊滅し、人々は苦難の時代を過ごすこととなった。テムスクロンとモライオンはお互いを助け合い、1つの王国を作り復興していったが、かつての高度な文明の知識の殆どは、失われてしまった。

そして、今、闇に潜んだミトランダ神が三たび胎動を始めており、プリストン大陸の各所にその影響が出始めていた。

### 街

#### リカルデン
テムスクロン族のスタートとなる街。石畳と石作りの建物が並ぶ。

広場と各商店が集中配置されている便利さから、ユーザーが多く集まり、個人商店なども活発に開かれている。
【略称：リカ】

#### ピーライ
モライオン族のスタートとなる街。木など自然を生かした建物が並ぶ。

街はモライオン族のつかさどる魔法の力により空に浮いている。

【略称：ピラ、ピー】

#### ルイネン
リカルデンとモライオンの中間点にあるキャンプ。まわりを古代の遺跡に囲まれている。

#### ネビスコ
砂漠の中に作られた街。夜になると街の住人がすべてモンスターになってしまう呪いを掛けられている。

SoDII「試練の塔ベラトラ」はこの街で開催される。
【略称：ネビ】

#### ユラビレッジ
極寒のアイスフィールドの入り口にある村。

雑貨屋、フォースオーブ制作、倉庫あり(レベル90制限)

【略称：ユラ】

### フィールド

#### 秋森
ピーライの南側に広がるフィールド郡。秋の紅葉をイメージしたマップで非常に美しい。

夕暮れの森には蜂の洞窟への入り口がある。
フィールドリスト

- 風に引かれる道
- 静寂の谷
- 夕暮れの森
- 精霊の森

（ルシディ郡ではチャットの際、秋森を通称「AM」と表現する事があり、上記を順にAM1～4と表現している）

#### 森
リカルデンの北側に広がるフィールド。自由の庭園にはこのゲームのマスコットとなるホピーが出現する。

竹の森とアカシアの森には夜になるとテムスクロン1次転職クエストのモンスターとなるウルバリンが出現する。

初夏の自然を思わせるフィールドで、風景が美しい。

アカシアの森にはキノコ洞窟への入り口がある。
フィールドリスト

- 自由の庭園
- 竹の森
- アカシアの森

（ルシディ郡ではチャットの際、森を通称「M」と表現する事があり、上記を順にM1～3と表現している）

#### 荒野
古代の神々との戦争を思わせる廃墟がつづくマップ。城の廃墟や攻城兵器の残骸が無造作に並ぶ。

冒険の廃墟には古代監獄への入り口がある。
フィールドリスト

- 古代人の安息所
- 廃城郭
- ルイネン街
- 冒険の廃墟

（ルシディ郡ではチャットの際、荒野（荒地）を通称「A」と表現する事があり、上記を順にA1～4と表現している）

#### 湖
冬景色を思わせるフィールド。韓国のテレビドラマ『冬のソナタ』をモチーフとしてデザインされている。
フィールドリスト

- グリディー湖(レベル70制限)

#### 砂漠
砂漠の中に、風化した廃墟が立ち並ぶフィールド。古代人の戦場には、呪われた神殿への入り口がある。
フィールドリスト

- 謎の地
- オアシス
- 古代人の戦場(レベル55制限)
- 禁断の地(レベル55制限)

（ルシディ郡ではチャットの際、砂漠を通称「S」と表現する事があり、上記を順にS1～4と表現している）

#### 鉄路
古代文明の町の遺跡があり、古代の鉄道の跡が町中にめぐらせてある。古代の文明によって創造された、グロテスク、アイアンフィストなど、非常に強力なモンスターが出現する地域であり、時折、闇の軍団を率いていたバベルが現れるという。
フィールドリスト

- 混沌の鉄路(レベル80制限)
- フェルムの心臓(レベル85制限)

（ルシディ郡ではチャットの際、鉄路を通称「T」と表現する事があり、上記を順にT1、T2と表現している）

#### アイス
雪に閉ざされたフィールド。過去のテムスクロンの王バレントと、その恋人であったモライオンのロイヤルウイザード、カラが息き絶えた地。

彼らは闇の力により亡霊となってアイスに進入する冒険者たちを悩ましている。そして、凍りついた神殿フィールドの奥にはゲルベジュが生息するゲルベジュ洞窟が存在する。
フィールドリスト

- ゲルヴィア渓谷(レベル90制限)【略称：I1】
- 凍りついた神殿(レベル90制限)【略称：I2】
- ゲルベジュ洞窟(レベル90制限)【略称：ゲル穴】

#### ロスト
リカルデンの南東、ブレスキャッスルフィールドに浮かぶ島。モコバにより、神々と人間とを監視し、将来の反攻の拠点となるべく準備が進められている。
フィールドリスト

- 混沌の駐屯地 (レベル95制限)【略称：L1】
- 忘れられた神殿 (レベル100制限)【略称：L2】

### ダンジョン

#### 古代監獄
古代の監獄に使用されていたダンジョン。いつしか、闇の魔物たちが集うようになり、その中は非常に危険になっている。B3では幾多の年月を経て変容したキングホピーが出没しており、その破壊的な攻撃力で訪れる冒険者を圧倒している。
フロアリスト

- 古代監獄B1(レベル40制限)【略称：B1】
- 古代監獄B2(レベル50制限)【略称：B2】
- 古代監獄B3(レベル60制限)【略称：B3】

（ルシディ郡では古参プレイヤーがチャットの際、ダンゾンと表現する事がある。）

#### 洞窟・闇の聖殿
アカシアの森にあるキノコ洞窟と、夕暮れの森にある蜂の洞窟はその奥で闇の聖殿につながっており、漏れ出す闇の波動により、洞窟に住む生物たちが異常に巨大化してしまっている。闇の聖殿には神々の戦争のおり、ミトランダの眷属たちが隠れた。王国はその存在を知り、勇者たちに闇の魔物たちの討伐を命じた。
フロアドリスト

- キノコ洞窟(レベル55制限)【略称：キノコ】
- 蜂の洞窟(レベル55制限)　【略称：蜂】
- 闇の聖殿(レベル65制限)　【略称：闇】

闇の聖殿奥の、通称【闇12沸き】は半閉鎖空間に多くのモンスターが出現する人気狩場であり、野良PTのメッカである。

その為、範囲スキルを使えるキャラクターでのソロ狩りや、クランPTでの長時間独占は嫌われる。

#### 呪われた神殿
古代人の戦場の奥にある、封印された神殿。中には強力なモンスターが出現する。ラトーは神々との戦いの折、その軍の中心として活躍したモンスターであり、今でも神殿2Fでミトランダの復活を待っている。また、この世を終わらせる力を持つというフューリーが神殿2Fの奥に封印されている。
フロアリスト

- 呪われた神殿 1F (レベル70制限)【略称：1F】
- 呪われた神殿 2F (レベル75制限)【略称：2F】
- 呪われた神殿 3F (レベル80制限)【略称：3F】

#### 永遠の塔
ロストフィールドに建つイゴールラノス(ミトランダ神)配下のモコバにより神々と人間を監視するために建てられた塔。中にはミュータントモンスター化されてしまったモライオン族、テムスクロン族の人々、アンデッド化したホピーなど忌まわしいモンスターが出没する。
フィールドリスト

- 永遠の塔1F (レベル100制限)【略称：E1】
- 永遠の塔2F (レベル100制限)【略称：E2】
- 永遠の塔3F (レベル102制限)【略称：E3】

#### 氷鉱山
その昔、魔法水晶を算出するために開発された鉱山。しかし、その開発リーダーだったテュラは魔法水晶のために狂い、今は廃坑として放置されている。
フィールドリスト

- 氷鉱山1F (レベル105制限)

## キャラクター
キャラクター外見（髪型）は作成時に各職業3パターンの中から選ぶことができる。

1IDあたり1サーバ毎に5キャラクターまで作成可能。

キャラクターはテムスクロン族とモライオン族に分かれている。

### テムスクロン族
プリストン大陸南端の町、リカルデンを築いた一族。体力的に優れている。

#### ファイター
男性キャラクター。

攻撃力重視の接近戦闘主体の職業。得意武器は斧。

範囲攻撃系に有用なスキルをもたないため、育成には苦労するが、適度な防御力と強力な攻撃力を持っており、1対1の戦いに強みを発揮する。

転職職業

ファイター - ウォーリア - チャンピオン - イモータルウォーリア

#### アーチャー
女性キャラクター。

遠距離戦闘主体の職業。得意武器は弓。

防御力は低いが、長い射程と強力な攻撃力を誇る。

高レベルになると『ウルバリン』という召喚獣を召喚できる。

【略称：A】

転職職業

アーチャー - ハンターマスター - ディオンの弟子 - サジタリウス

#### パイクマン
男性キャラクター。

スキルによる多彩な戦闘主体の職業。得意武器はパイク(長槍)。

範囲攻撃系スキルに全方位攻撃できるものを持つなど、盾をもてないのを補って余りある攻撃の多彩さを誇る。

【略称：P】

転職職業

パイクマン - コンパタント - ランサー - ランスロット

#### メカニシャン
男性キャラクター。

防御力重視の接近戦等主体の職業。得意武器はすべての特化武器。防御系スキルに優れる。

（※注意：特化武器でもスキルが反映されない武器がある。）

高レベルになると『メタルゴーレム』という召喚獣を召喚できるようになる。

【略称：M】

転職職業

メカニシャン - メカニックマスター - メタルリーダー - メタリオン

### モライオン族
プリストン大陸北端の街、ピーライを築いた一族。

精神文化に優れ、魔法を扱う職業がある。

#### ナイト
男性キャラクター。

スキル重視の接近戦闘主体の職業。得意武器は剣。

スキルはアンデッド系モンスターに効果が高いスキルが多い。

単体攻撃系、範囲攻撃系、防御系などバランスのよいスキルをもつが、他の前衛職と比較した場合、生命力が若干低めになる傾向がある。

【略称：K】

転職職業

ナイト - パラディン - ホーリーナイト - セイントナイト

#### アタランタ
女性キャラクター。

遠距離戦闘主体の職業。得意武器はジャベリン(投槍)。

デーモン系に対して有用なスキルが多い。

遠距離系だがそこそこの防御力も持ち、パーティーでは前衛直後で活躍する。

【略称：At】

転職職業

アトランタ -  バルキリー - ブリュンヒルト - バルハラ

#### プリスティス
女性キャラクター。

支援魔法中心の魔法職。得意武器はワンド、スタッフ(杖)。

複数同時攻撃スキルをもつため、スキルを覚える中盤の育成が容易。

終盤の育成には攻撃力が不足する。生命力回復、増加、パーティ回復など支援系スキルが多いため、パーティにはぜひとも欲しい職。

【略称：Pr】

転職職業

プリスティス - セインティス - ビショップ - セレスティアル

#### マジシャン
男性キャラクター。

攻撃魔法中心の魔法職。得意武器はワンド、スタッフ(杖)。

一定範囲内のモンスターに対して同時攻撃するなど。強力な攻撃力を誇る。

比較的早期に範囲攻撃スキルを覚えるため、全職の中で一番育成が容易。

ただし、単体の敵に対する攻撃力が不足するため、バベルなどのボスモンスターや、高LVフィールドでの戦闘などでは若干苦戦しがち。

【略称：Mg】

転職職業

マジシャン - ウィザード - ロイヤルウィザード - アークメイジ

## ゲームシステム

### 基本操作

#### 移動
マウスの左クリックにより、マウスカーソルのある方向にキャラクターが動く。クリックした地点はマークされないため、左クリックをやめた時点でキャラは停止する。左をクリックしながらマウスを動かすことでキャラクターはマウスカーソルのある方向に動き続ける。地面をダブルクリックすることで、左クリックをやめてもキャラクターはマウスカーソルのある方向に動き続けるようになる。この場合は左クリックするか、障害物に当たって停止するまでキャラクターは動き続ける。

[W]、[A]、[S]、[D]キーによる移動は行えない。

[R]キーにより、走る、歩くを切り替えることができる。

#### 攻撃
マウスカーソルをモンスターに合わせ、左右クリックすることで、左右スロットに設定されているスキルによる攻撃を行う。

右スロットにはすべてのアクティブスキルを設定することができるが、左スロットには一部の直接攻撃系のアクティブスキルしか登録できない。

### モンスター
全てのモンスターがアクティブなため、キャラクターがモンスターに近づくとモンスターは接近し、攻撃を始める。キャラクターに対してアクティブ化するモンスターの数に制限がない。このため、モンスターが多く発生する地点でキャラクターを立ち止まらせると、周囲のモンスターが全てよってくる。
モンスターの種類により、遠距離攻撃やスキル攻撃を行うものがある。
移動の際、モンスターを引き連れて他のプレイヤーの近くを通ると、そのプレイヤーにモンスターを押し付けてしまう。

これを【トレイン】と言い、迷惑行為の一種なので注意する事。

また、この特性を利用したPT狩りを【釣り狩り】と言う。

### スキル
キャラクターがレベル10を超えると、テムスクロン族、モライオン族それぞれのスキルマスターに話しかけることで、その職業のさまざまなスキルを獲得することができる。

スキルの獲得には、1次～3次スキルは2レベルアップにつき1ポイント配布されるスキルポイントを使用し、4次スキルはレベル60以上で2レベルアップにつき1ポイント配布されるエリートスキルポイントを消費する。

スキルには獲得するだけで効果を発揮するパッシブスキルと、使用すると一定時間効果が持続する持続スキル、そして使用することによって攻撃が変わるアクティブスキルに分けられる。各スキルには覚えるのに必要なレベルが設定されている。またスキルはそれぞれレベル10まで覚えることができ、効果を強化できる。

### 転職
各職業のキャラクターは以下のレベルに達したとき、転職クエストを遂行することによって転職することができる。転職クエストはテムスクロン族、モライオン族それぞれのスキルマスターに話しかけることで開始する。
- 1次転職 … LV20　獲得スキルは2次スキル
- 2次転職 … LV40　獲得スキルは3次スキル
- 3次転職 … LV60　獲得スキルは4次スキル

転職することによって、覚えることのできるスキルが増える。またキャラクタの頭部のデザインも変更される。

### クラン
キャラクタ6名が集まることにより結成できる。

クランを創立するキャラクタ(チーフ)は、LVが40以上であることが必要であり、創立にはゲーム内通貨を必要とする。

チーフとなったキャラクタのLVによって、クランの所属可能人数が変化する。

(※注意：クランに所属するキャラクタにはレベルの制限はない。)

キャラクタ名の上にクラン名が表示される他、クラン員のみが参加できるクランチャット、特定のクラン員の名前を書き込みそのクラン員のところに移動できるアイテム、クラン員専用のモンスタークリスタルなどを使用することができる。

### ガイドペット
キャラクターがLV10に達するまで、ゲーム内のさまざまな操作方法をガイドしたり、ユーザーを補助するガイドペットが付く。ガイドペットは小さな竜をしており、キャラクターの作成時に以下のうちどれかが付く。
- リオン　　-　体色は赤。火属性の攻撃を行う。
- ネプシス　-　体色は青。水属性の攻撃を行う。
- イオ　　　-　体色は緑。風属性の攻撃を行う。
- ムトゥ　　-　体色は黄。回復魔法をかけてくれる。

### アイテム
装備できるアイテムについて、同じ種類アイテムでも性能値に一定の幅があるため、個々のアイテムが個別の価値を持つ。

また、一部のアイテムは、特定職業への特化性能が付与されており、その職業のキャラクターが装備したときのみ、性能が向上するものがある。

これらの性能はリスペックすることにより、変更することができる。

#### アイテム強化システム
アイテム強化システムは3種類が実装されている。

リスペックとミクスチャー、リスペックとエイジングの併用は可能だが、ミクスチャーとエイジングの併用はできない。

また、各強化(ミクスチャー、エイジング)を行った後にリスペックを行うことはできない。

##### リスペック
アイテムの基本数値と特化職種を変更する。

関係するNPCはリカルデンのモラード。

リスペックは神石以外かつ未強化の全ての装備アイテムへの使用が可能。

シールと呼ばれるアイテムとゲーム内通貨を支払いリスペックを行う。

アイテムのレベルによって、必要なシールの種類や個数、必要な金額は異なっている。

【略称：リスペ】

##### ミクスチャ
神石を使用し、ゲーム内通貨を支払うことにより、アイテムに任意の機能強化を行う。

関係するNPCはリカルデンのモラード。

使用する神石の組み合わせで強化する性能を任意に選ぶことができる。

エイジングと違い、強化に失敗することはないが、控えめな性能強化となる。再強化はできない。

【略称：mix】

##### エイジング
神石を使用し、ゲーム内通貨を支払うことにより、段階的にアイテムを強化する。関係するNPCはピーライのアケインモリプ。

強化できる段階は15段階まで。3段階目以降は、強化段階が進むにつれ、失敗(強化段階の減少、防具は若干の数値減少)や、アイテムの消失(ロスト)などの確率が徐々に上がっていく。

【略称：Ag】
(エイジングでの強化済みアイテムは、アイテム名の後に、＋1～＋15と表記される)

#### アイテム生産システム

##### 精錬
各フィールドのモンスターがドロップする鉱石や神石からアイテム生産時の材料となるルーンを精練する。

関係するNPCはピーライのアラド。

鉱石は7種類あり、それぞれの種類ごとに必要数を揃え、対応する神石、ゲーム内通貨とあわせて各種水晶を精錬する。各種水晶をさらに必要数を揃え、対応する神石、ゲーム内通貨とあわせてアイテム製作の直接の材料となるルーンを精錬する。ルーンにはランダムに、Aタイプ、Bタイプに分かれる。

##### アイテム生産
各フィールドのモンスターがドロップする製作書と、精錬で作成したルーンおよびゲーム内通過を支払うことで、アイテムを生産する。

関係するNPCはリカルデンのシャルロン。

生産するアイテムの種類はルーンのAタイプ、Bタイプの組み合わせにより、アイテムのLVは製作書の種類およびルーンの種類により決定する。アイテムの性能、特化はランダムに付与される。また、アイテム生産では、一定の割合で製作に失敗することがある。

### フォースオーブ
神石をNPCフォースマスターに渡して、ゲーム内通貨を支払い精錬することで、攻撃力を一時的に増加させるアイテムを作ることができる。

### モンスタークリスタル
特定のモンスターが閉じ込められているクリスタル。

使用することで、閉じ込められているモンスターを自分の仲間とすることができる。

呼び出したモンスターに命令を出すことはできない。

ミスティッククリスタルは中に何が閉じ込められているかわからないクリスタルで、低レベルのキャラクターでも、高レベルのモンスターを呼び出せる可能性がある。

### ワープゲートシステム
各街などに配置してあるワープゲートを使用して、ゲーム内通貨を支払い移動することができる。

ワープゲートは以下のフィールドに存在する。
- リカルデン
- ピーライ
- 竹の森
- 夕暮れの森
- ルイネン
- ネビスコ
- 禁断の地
- ユラビレッジ
- 混沌の駐屯地

### テレポートシステム
ピーライにいるNPCニュータに話しかけ、ゲーム内通貨を支払うことでテレポートすることができる。

テレポート先は以下の場所になる。
- キノコ洞窟前
- 蜂洞窟前
- 監獄前
- 混沌の鉄路入り口

### SoD「試練の塔 ベラトラ」
ベラトラはそれぞれ4つの部屋に入ったパーティが出現するモンスターと戦い、獲得した得点によって行われる勝ち抜き戦。

各フィールドには大量のモンスターが出現するため、非常に緊迫した戦闘を味わえる。

試合はゲーム内時間の朝に開始となり、各部屋の前に立つNPCに参加料をゲーム内通貨で払い入場する。

そのまま3ラウンドを戦い、上位の2部屋がラウンド4以降に進める。

ラウンド6終了時点でも同様に1位のチームのみがラウンド7以降に進める。

ラウンド3、6、8ではそれぞれボスモンスターが登場し、倒すことで高得点を得られる。

また、ゲーム中ボスモンスター出現、支援モンスター出現などのベラトラ専用アイテムが出現する。

ラウンド8終了時点で、特定クランのメンバーが3人生き残っていた場合、生き残っていたメンバーの得点の合計がクランの成績となり、クランの最高成績による順位がリカルデンとピーライにいるNPCカリーナによって発表される。

毎週水曜日の定期メンテナンス実施時点で成績トップのクランがベルトラ支配クランとなり、ベルトラ入場料に対して一定の税金をかけることができる。

### 初心者SoD 「アルドル」
ベラトラの初心者向けコンテンツ。ベラトラと同様にそれぞれ4つの部屋に入ったパーティが出現するモンスターと戦い、獲得した得点によって行われる勝ち抜き戦。

LV40からLV79のキャラクターが入場できる。

アルドルの成績についてはランキングに表示されない。

### インスタントダンジョン「魔人形の城」
特定レベル範囲の違う職業の3人がパーティを組むことで入場できるインスタントダンジョン

プリストンテールのほかのコンテンツのユーザーインタフェースとは異なり、横から見た視点での、キーボードによる操作を基本としたインターフェースとなる。

参加すると、ROUND1からROUND5までの各ステージを進行する。ステージの最後にはステージボスが登場し、そのボスを倒すことで次のステージに進むことができる。

ROUND5のボスを倒すことで「カーンの宝」を入手することができ、雑貨屋より購入できる鍵で開錠すると様々なアイテムを入手することができる。

### 攻城戦「ブレスキャッスル」
ブレスキャッスル(BlessCastle)はプリストンテール初となるPvPを含むクラン間戦闘システム。毎週土曜日の20時から22時の間に実施されている。

プレイヤーは城を守る守備側クランと城を攻める攻撃側クランに分かれる。

攻撃側クランのプレイヤーは、補給などを行う駐屯地、第1の関門である城門、第2の関門である内城壁を破り、守備側クランの設置するクリスタルタワーを破壊したのち、バルハラの塔を破壊する。クリスタルタワーがすべて破壊されないとバルハラの塔への攻撃は無効となる。これに対し、守備側クランはクリスタルタワーを複数設置し、攻撃特性を設定できるほか、NPCの傭兵を配置することができる。

勝利クランは、守備側クランがバルハラの塔を守りきった場合には守備側クランが、バルハラの塔が陥落した場合には、クリスタルや、バルハラの塔に対して、一番多いダメージを与えたクランがなる。勝利クランは、ゲーム内の店やワープゲート使用料に対して税率を設定できるほか、次の週のブレスキャッスル開催時の守備側クランとなる。

### ボスモンスター

#### クランモンスター
各フィールドで1時間に1回発生する、フィールドボスモンスターと取り巻きのモンスター。

#### バベル
フィールド「混沌の鉄路」と「フェルムの心臓」に登場するボスモンスター。

ミトランダの直属であったバベルは、ミトランダの敗走の時、その追撃を引き連れて鉄路に入っていった。このバベルを封じるため、長年にわたって鉄路への道は閉ざされていたが、最近になってこの閉ざされた道が開かれ、バベルの存在が確認された。多数の落下する隕石とともに現れ、周りに守護となるモンスターを引き連れている。
圧倒的な攻撃力と回復力を持っているため、パーティーないしは複数のパーティによる対応が必要なモンスター。

※時限アイテムのバベルリングをドロップする。

#### フューリー
この世界を混乱に導くと予言されているモンスターの帝王。呪詛の神殿2Fの最奥に封印されている。レベル80クエストではこのフューリーの封印を解こうとするラトーを退治することが目的となる。LV100クエストではこのフューリーに挑むこととなる。

過去にGMイベント等では何度か出現している。

また、PristonTale2 2nd Enigmaのティザーサイトで公開されていたプロモーション動画で、ミトランダ神(イゴールラノス)に創造され、冒険者たちと死闘を繰り広げたのは、このフューリーである。

#### バレント
テムスクロンの王であり、また、英雄であったバレントはイゴールラノス(ミトランダ神)との戦いの中、アイスフィールドで力尽きた。そしてバレントの恋人であった、モライオンのロイヤルウィザード、カラもその後を追った。イゴールラノス(ミトランダ神)はバレントの力を欲し、彼をアンデッドとして復活させ、アイスフィールドに侵入するものたちを排除させている。アイスフィールドに進入した戦士たちの報告によれば、バレントはカオスカラとともに現れ、一瞬にしてその周囲の生命を殲滅したという。

バレントはナイト系に酷似した単体、範囲攻撃などを駆使し、その範囲攻撃の攻撃範囲は後衛キャラはおろか、支援キャラまでも攻撃対象とする。その攻撃を受けると強力な冷気により凍結されるため、攻撃する者は動くのもままならなくなる。また、バレントの攻撃により死亡すると、バレントはその生命を吸い取り、我が物とする。

※レアアイテムのバレントリングをドロップする唯一のモンスター。

#### ゲルベジュ
ミトランダ神(イゴールラノス)に創造され、2度の神々の戦争に参加した竜たちのうちの生き残り。2度目の神々との戦争の折、傷を負ったためにミトランダ神についていくことは叶わず、極寒のアイスフィールドにある凍りついた神殿の際奥、ゲルベジュ洞窟で長い眠りについていた。しかし、ついに凍りついた神殿までたどり着いた人間の手により、長き眠りから覚まされてしまった。バベルやバレントと比べてもその力は強力で、ゲルベジュの口から吐き出される火炎はすべてのものを燃やし、溶かしつくし、その尾に打たれたものはすべて砕け散る。

※レアアイテムのゲルベジュアミュレットをドロップする唯一のモンスター。

#### モコバ
ロストフィールドに現れるモコバは、ミトランダ神(イゴールラノス)の護衛者である。モコバは来るべき将来、神々と人間に再び挑むその日のために、大陸の各地に神々と人間を監視し、反攻の日の拠点となる塔を建築し、強力なモンスターを配置している。

※レアアイテムのモコバブーツをドロップする唯一のモンスター。

#### デビルシャイ
永遠の塔3階に現れるデビルシャイは、その昔自らを犠牲にして魔族に挑んだ魔法使いだった。しかし、その身体は魔族に半ば以上侵され、永遠の塔を訪れる冒険者達を阻む強力な敵となった。

※レアアイテムのデビルシャイリングをドロップする唯一のモンスター。

#### テュラ
氷鉱山に現れるテュラは、この鉱山を開発したリーダーだった。しかし、氷鉱山から産出する魔法水晶の力に魅入られてしまい、ついにはモンスターと化してしまった。

※レアアイテムのテュラアミュレットをドロップする唯一のモンスター。

## 続編

### プリストンテール2 セカンド エニグマ
『プリストンテール2 セカンド エニグマ』(PristonTale2 2nd Enigma)はプリストンテールの後継作として開発されていたMMORPG。
3D描画エンジンとして、アンリアルエンジン2.5が使用され、グラフィックが大幅に強化された。
韓国において、2006年3月28日に記者発表により概要が発表され、2006年5月に米国で開かれたゲーム関連展示会E3にて詳細内容が発表された。
韓国では2008年2月にオープンβテスト開始を、2008年3月に正式なサービス開始をしたが、2012年12月にサービスを終了している。

### ラセロア
『ラセロア』(Laxe Lore)は『プリストンテール』のバージョンアップ版として、中国版で提供を予定していたMMORPG。
『プリストンテール』にペット育成システムなどが追加されていた。